# Alpha-Diversität
Die Alpha-Diversität bzw. α-Diversität, auch „Punktdiversität“, ist ein Maß für die Artenvielfalt eines Lebensraums. Sie beschreibt die Anzahl der in einem Habitat oder Biotop vorkommenden Arten. Der Ausdruck wurde durch den Ökologen Robert Whittaker 1960 eingeführt. Die Abundanzen der einzelnen Arten spielen dabei keine Rolle.
Die Alpha-Diversität kann durch eine Stichprobe ermittelt werden. Vergleiche der Alpha-Diversität zwischen verschiedenen Stichproben sind nur statthaft, wenn die Größe der Stichproben gleich ist, da die Artenzahl, und damit die Diversität, mit steigender Stichprobengröße in der Regel immer ansteigt.
Neben der Alpha-Diversität definiert Whittaker
- die Beta-Diversität (β-Diversität), die die Entwicklung der Artenzahl unterschiedlicher Stichproben bzw. Teil-Lebensräume desselben Lebensraumtyps, z. B. entlang eines ökologischen Gradienten, charakterisiert (Artenwechsel),[3]
- die Gamma-Diversität (γ-Diversität), als Maß für die Diversität auf höherer räumlicher Ebene, z. B. für einen ganzen Gebirgsstock (vorgeschlagen für eine Ebene von ca. 1 bis 100 Quadratkilometer[4])

In einer späteren Arbeit arbeitete Whittaker sein Schema noch weiter aus und führte die Begriffe Delta- und Epsilon-Diversität ein.  Während die früheren Vorschläge in der Ökologie weithin Anerkennung und Verwendung finden, werden diese Erweiterungen kaum gebraucht.

## Statistische Ermittlung
Zur Bestimmung der lokalen Diversität sind verschiedene Verfahren und Indices in Gebrauch. 
Eine gebräuchliche Gleichung zur Ermittlung der Diversität ist die nach Shannon:
{\displaystyle H_{S}=-\sum _{i=1}^{S}\left({\frac {n_{i}}{N}}\right)\cdot \ln \left({\frac {n_{i}}{N}}\right)}
{\displaystyle H_{S}}: Artendiversität in einer Biozönose von {\displaystyle S} verschiedenen Arten
{\displaystyle N}: Gesamtindividuenzahl
{\displaystyle n_{i}}: Individuenzahl der {\displaystyle i}-ten Art
{\displaystyle S}: Anzahl der vorkommenden Arten
Zur Ermittlung der α-Diversität hat Whittaker die verschiedenen Ansätze referiert, erklärt aber die lokale Artenzahl selbst als ausreichendes lokales Diversitätsmaß. In dieser Form wird die Alpha-Diversität innerhalb der Forschung verwendet.

## Belege
1. ↑  Whittaker, R.H. (1960) Vegetation of the Siskiyou Mountains, Oregon and California. Ecological Monographs 30, 279-338.
2. ↑  Thomas M. Smith, Robert L. Smith: Ökologie. Pearson Studium, München 2009; S. 445. ISBN 978-3-8273-7313-7.
3. ↑  Thomas M. Smith, Robert L. Smith: Ökologie. Pearson Studium, München 2009; S. 771. ISBN 978-3-8273-7313-7.
4. ↑  Robert J. Whittaker, Katherine J. Willis, Richard Field: Scale and species richness: towards a general, hierarchical theory of species diversity. Journal of Biogeography, 28, 453–470.
5. ↑  Whittaker, R.H. (1977): Evolution of species diversity in land communities. Evolutionary biology 10 (editors M.K. Hecht, W.C. Steere and B. Wallace), S. 250–268, Plenum Press (New York).